# Liste der Baudenkmäler in Kirchberg (Oberbayern)
Auf dieser Seite sind die Baudenkmäler in der oberbayerischen Gemeinde Kirchberg zusammengestellt. Diese Tabelle ist eine Teilliste der Liste der Baudenkmäler in Bayern. Grundlage ist die Bayerische Denkmalliste, die auf Basis des Bayerischen Denkmalschutzgesetzes vom 1. Oktober 1973 erstmals erstellt wurde und seither durch das Bayerische Landesamt für Denkmalpflege geführt wird. Die folgenden Angaben ersetzen nicht die rechtsverbindliche Auskunft der Denkmalschutzbehörde.
 Diese Liste gibt den Fortschreibungsstand vom 27. Juli 2016 wieder und umfasst sechs Baudenkmäler.

## Baudenkmäler nach Ortsteilen

### Kirchberg
| Lage                       | Objekt                                      | Beschreibung | Akten-Nr.             | Bild           |
| -------------------------- | ------------------------------------------- | --- | --------------------- | -------------- |
| Kirchberg 1 1/2 (Standort) | Katholische Filialkirche St. Peter und Paul | Saalbau mit eingezogenem halbrundem Chor, Zwiebelturm und angefügter Sakristei, Neubau von Anton Kogler, 1728–30; mit Ausstattung | D-1-77-124-1 Wikidata | weitere Bilder |

### Arndorf
| Lage                  | Objekt  | Beschreibung | Akten-Nr.             | Bild    |
| --------------------- | ------- | --- | --------------------- | ------- |
| In Arndorf (Standort) | Kapelle | Schlichter massiver Bau mit eingezogenem Apsidenchor und breitem Traufband, wohl erste Hälfte 18. Jahrhundert; mit Ausstattung | D-1-77-124-2 Wikidata | Kapelle |

### Baustarring
| Lage                         | Objekt                       | Beschreibung | Akten-Nr.             | Bild                         |
| ---------------------------- | ---------------------------- | --- | --------------------- | ---------------------------- |
| In Baustarring (Standort)    | Kapelle                      | Kleiner Massivbau mit leicht eingezogenem halbrundem Chorabschluss und Dachreiter, bezeichnet 1892, im Kern wohl noch erste Hälfte 18. Jahrhundert; mit Ausstattung | D-1-77-124-4 Wikidata | Kapelle                      |
| Nähe Erdinger Weg (Standort) | Hofkapelle mit Lourdesgrotte | Schlichter Massivbau mit kräftiger Fassadengliederung, bezeichnet 1894.                                                                                             | D-1-77-124-3 Wikidata | Hofkapelle mit Lourdesgrotte |

### Burgharting
| Lage                         | Objekt                            | Beschreibung | Akten-Nr.             | Bild           |
| ---------------------------- | --------------------------------- | --- | --------------------- | -------------- |
| Burgharting 1 1/2 (Standort) | Katholische Pfarrkirche St. Vitus | Saalbau mit eingezogenem Apsidenchor, Zwiebelturm und angefügter Sakristei, in spätbarockem Stil von Anton Kogler, 1723; mit Ausstattung | D-1-77-124-5 Wikidata | weitere Bilder |

### Schröding
| Lage                    | Objekt                                         | Beschreibung | Akten-Nr.             | Bild           |
| ----------------------- | ---------------------------------------------- | --- | --------------------- | -------------- |
| Kirchenweg 2 (Standort) | Katholische Pfarrkirche St. Urban und Nikolaus | Saalbau mit eingezogenem Polygonalchor, Zwiebelturm und angefügter Sakristei, Chor und Turmunterbau spätgotisch um 1450, Langhaus und Turmoberteil von Anton Kogler barockisiert 1702/03, 1931 Erweiterung nach Westen von Karl Kergl; mit Ausstattung | D-1-77-124-6 Wikidata | weitere Bilder |